# 鳥居忱

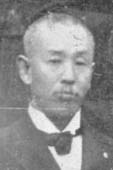
鳥居忱(1910年頃)

鳥居 忱（とりい まこと、嘉永6年8月22日〈1853年9月24日〉 - 大正6年〈1917年〉5月15日）は、日本の作詞家、国文学者。本名は忠一（ただかず）、初名は尾巻（おまき）。忱は通称。父は壬生藩江戸家老・鳥居志摩（忠敦）。

## 経歴
江戸の大名小路（現在の東京都千代田区丸の内）若年寄役屋敷で生まれる。1870年大学南校（現在の東京大学）一年修業。1874年東京外国語学校（現在の東京外国語大学）入学、五年修業。1880年ルーサー・ホワイティング・メーソンに師事し、音楽取調掛（現在の東京芸術大学音楽学部）に入学。1882年音楽取調掛雇。第一高等中学校（現在の東京大学教養学部）雇、東京音楽学校（現在の東京芸術大学音楽学部）教授嘱託、1891年教授。1913年病気のため退官。1917年5月15日死去、享年65。
瀧廉太郎が作曲した「箱根八里」の作詞者として知られる。

## 作品
- 唱歌長岡少尉（永井建子作曲）
- 旅順閉塞（今井慶松作曲）
- 箱根八里（滝廉太郎作曲）
- セザール・マラン（英語版）作詞・曲「秋のあわれ」訳詞
- 宮城県登米市立佐沼小学校校歌（明治29年(1896)9月 作詞・作曲）
- 岡崎市歌（初代、1916年 作詞・作曲）

## 著書
- 『音楽道のしるべ』千鍾房 1887-1888
- 『音楽理論』金港堂 1891
- 『竹取物語析義』須原屋、嵩山房 1892
- 『支那征伐軍歌全集』春陽堂 1894
- 『大東軍歌 雪月花』編 大日本図書 1895
- 『方丈記析義』編 大日本図書 1898
- 『古今和歌集序析義』大日本図書 1901
- 『戦響歌譜 5』弘文館 1904
- 『吉野拾遺要鈔』学海指針社 1911
- 『歴史唱歌 忠君憂国 1』天香閣 1911
- 古今和歌集序析義

翻訳
- Albert le Roy, Gustave Ducoudray 合著『哲学一斑』普及社 1887